# The Archers

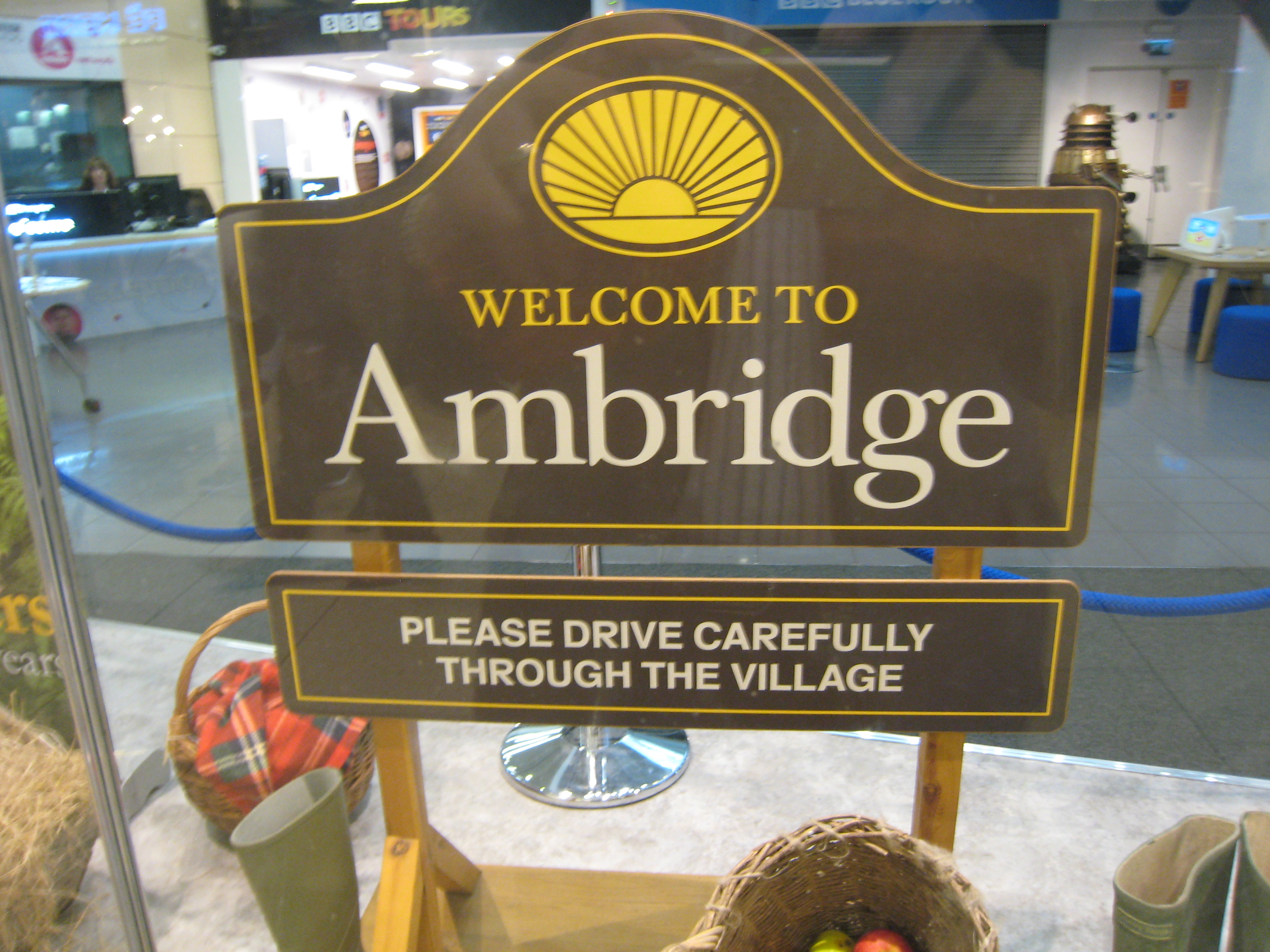
Schild für das fiktive Dorf Ambridge, das der Hauptschauplatz der BBC Radio 4 Seifenoper „The Archers“ ist. Im Fenster des BBC-Besucherzentrums, The Mailbox, Birmingham.

The Archers ist eine britische Seifenoper in Form eines Hörspiels auf BBC Radio 4. Die Hörfunkserie läuft seit über 70 Jahren und ist damit die älteste noch laufende Hörfunk-Seifenoperserie der Welt.
Erzählt wird das ländliche Leben in einem fiktiven Ort namens Ambridge in der erfundenen englischen Grafschaft Borsetshire. Borsetshire soll sich zwischen Warwickshire und Worcestershire, also in den West Midlands südlich von Birmingham befinden. Die Familie „Archer“ ist eine landwirtschaftlich tätige Familie in Ambridge.
Die Serie startete am 29. Mai 1950 mit einer Pilotstaffel mit fünf Folgen im Regionalsender Midlands Home Service, seit 1. Januar 1951 sendet die BBC landesweit an jedem Wochentag eine Folge. Mittlerweile werden die einzelnen Folgen von Sonntag bis Freitag ausgestrahlt. Bis zum April 2023 sind mehr als 19.950 Folgen produziert worden.
Die Serie erfüllte ursprünglich auch einen Bildungsauftrag, indem die Modernisierung des Lebens auf dem Lande und der Einsatz moderner Technik in der Landwirtschaft in die Handlung mit einbezogen wurden. Dieser Ansatz wurde 1972 aufgegeben.
Die Reihe wird jeden Abend von Sonntag bis Freitag um 19 Uhr Ortszeit auf BBC Radio 4 ausgestrahlt und am darauffolgenden Tag um 14 Uhr wiederholt, außer an Samstagen. Sonntagmorgens um 10 Uhr gibt es eine Omnibus Edition, die alle Folgen der vorhergehenden Woche zusammenfasst. Außerdem gibt es einen Podcast.
Die „Archers“ sind bis heute neben den Nachrichtenprogrammen die am häufigsten gehörte Sendung auf Radio 4. Jede Woche verfolgen etwa 5 Millionen Hörer die Hörspielreihe. Im Juni 2007 waren die „Archers“ mit über einer Million Hörern auch online die Sendung mit der höchsten Einschaltquote.
Nach dem fiktiven Ort, an dem die Serie spielt, ist eine Rose benannt worden, die „Ambridge-Rose“.